# Hangyál János
Hangyál János (Sarkad, 1933. – 2019. december) magyar olajmérnök, 1993-ig az OKGT bányászati igazgatója.

## Életútja
Körösladányban nőtt fel, ahova szülei másfél éves korában költöztek, édesapja cipész volt, édesanyja háztartásbeli. A körösladányi elemi iskolába járt, a 6. osztály után különbözetivel került polgári iskolába. A gimnáziumot Szeghalmon járta ki, 1952-ben érettségizett jó eredménnyel. Érettségi után erdőmérnöknek és geológusnak jelentkezett, és bár az Állatorvosi Egyetemre hívták be felvételizni, de végül a Miskolci Nehézipari Egyetem Bányamérnöki karára vették fel. Egyetemi tanulmányait Miskolcon kezdte, majd 1954-ben átkerült Sopronba, ahol olajmérnöki diplomavédése 1957. április 26-án volt.1953-tól az OMBKE tagja, 1994–1995 között alelnöke volt. 1969–1974 között Szegeden dolgozott. 1974–1994 között a Kőolaj-, Földgáz- és Vízbányászati Szakosztály elnöke volt. 1975-től nyugdíjazásáig, 1993-ig a Országos Kőolaj- és Gázipari Tröszt bányászati igazgatója volt. 2000-ig az OKGT tanácsadója is volt.

## Főbb művei
- Hangyál János – Dr. Dank Viktor – Dr. Kókai János: A szénhidrogén-telepek optimális kutatása és leművelése tervezésének problémái a földtani információszerzés fényében.

## Műsorok
| Műsorcím       | Epizódcím                   | Televíziós csatorna | Adás napja        |
| -------------- | --------------------------- | ------------------- | ----------------- |
| Hogy volt?!... | Katasztrófák Magyarországon | MTV1                | 2010. október 17. |

## Díjak és kitüntetések
- Eötvös Loránd-díj (1984)
- Zorkóczy Samu-emlékérem (OMBKE) (1989)
- Gázláng-díj (1997)
- Signum Aureum Universitatis (1998)
- Életpálya elismerés (2007)
- Gyémántdiploma (2017)